# US Olbia 1905
Olbia Calcio, is een Italiaanse voetbalclub uit Olbia die speelt in de Lega Pro. De club werd opgericht in 1905. De clubkleuren zijn zwart en wit. In 2010 ging de club failliet en werd onder de huidige naam een doorstart gemaakt.